# La Voivre (Haute-Saône)
La Voivre ist eine französische Gemeinde mit 109 Einwohnern (Stand: 1. Januar 2022) im Département Haute-Saône in der Region Bourgogne-Franche-Comté. Die Bewohner werden Voivrais und Voivraises genannt.

## Geographie
La Voivre liegt auf einer Höhe von 352 m über dem Meeresspiegel, zwölf Kilometer östlich von Luxeuil-les-Bains und etwa 37 Kilometer nordöstlich der Stadt Vesoul (Luftlinie). Das Dorf erstreckt sich im nordöstlichen Teil des Departements, in den südwestlichen Ausläufern der Vogesen, in der breiten der Talniederung des Breuchin.
Die Fläche des 11,87 km² großen Gemeindegebiets umfasst einen Abschnitt der von Tälern durchzogenen Plateaulandschaft am Westrand der Vogesen. Von Osten nach Westen wird das Gebiet von der Alluvialniederung des Breuchin durchquert, der für die Entwässerung zur Lanterne sorgt. Die Talaue, durch die der Fluss zahlreiche Windungen zieht, liegt auf durchschnittlich 350 m und weist eine Breite von maximal zwei Kilometern auf. Sie wird landwirtschaftlich genutzt.

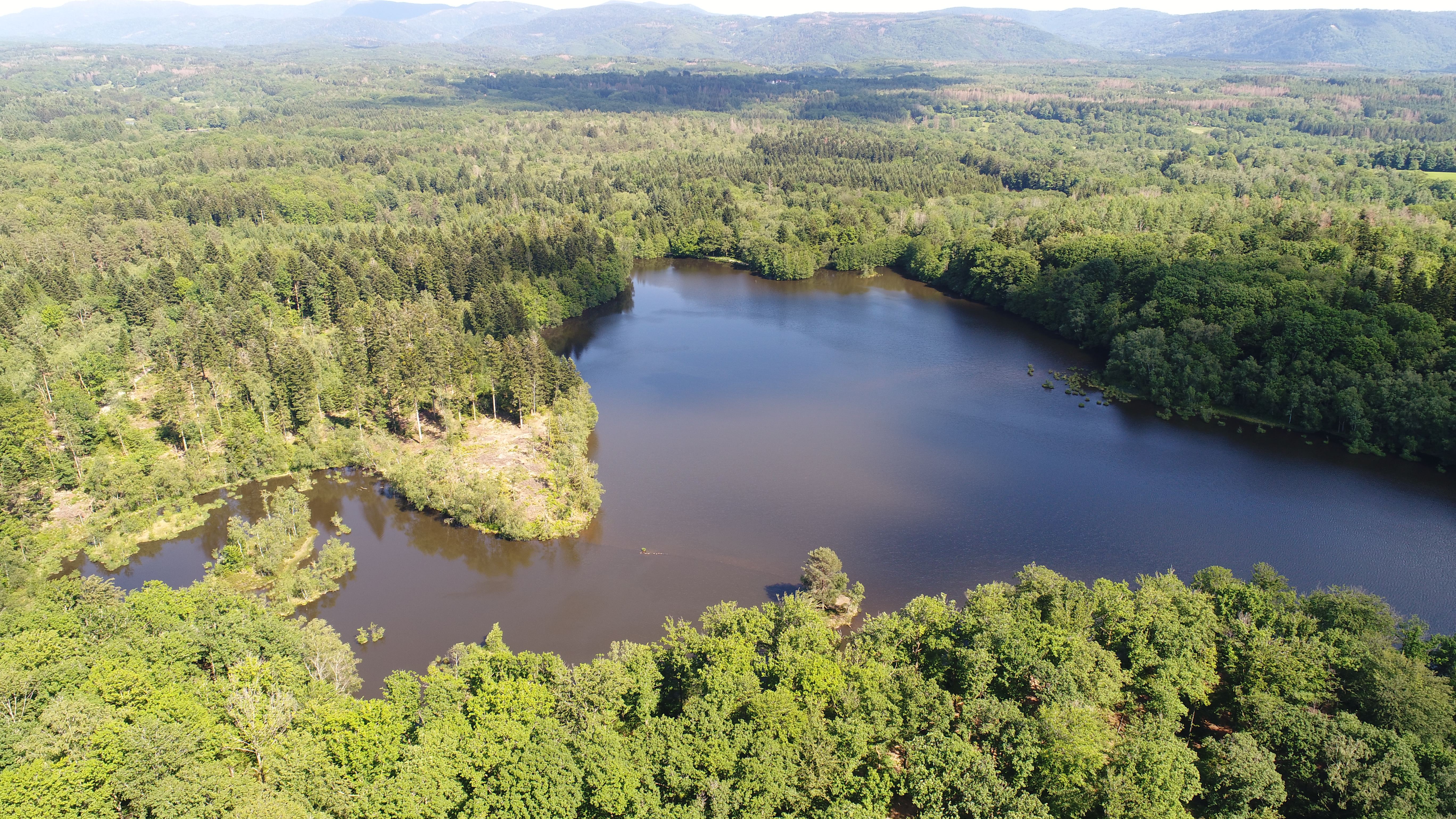
Étang de Platte Pierre

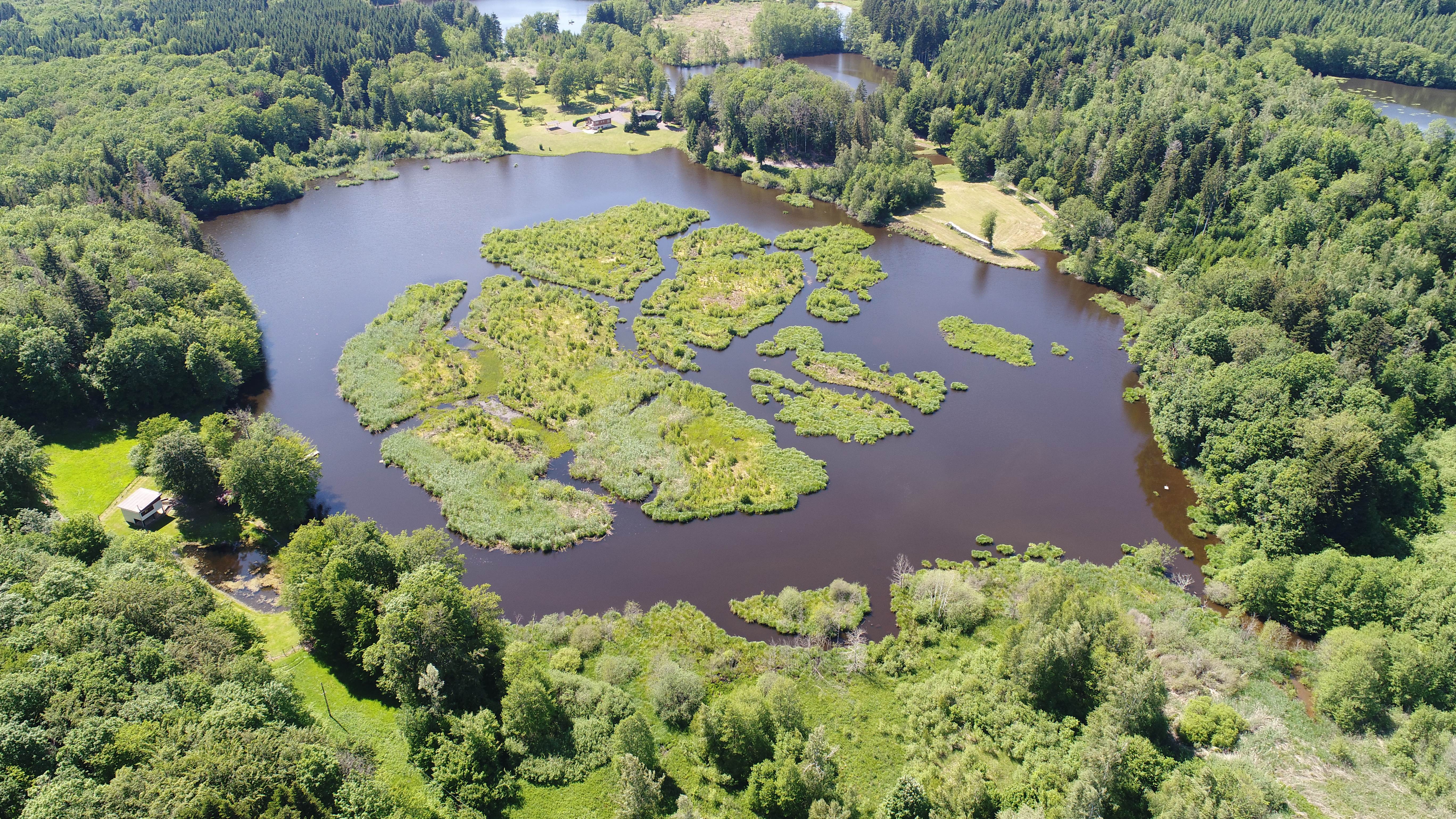
Étang des Grands Prés

Flankiert wird das Breuchin-Tal im Norden vom bewaldeten Steilhang der Côte de Breuche, die zum angrenzenden Hochplateau überleitet. Mit 521 m wird auf dem Faucogney le Bois die höchste Erhebung von La Voivre erreicht. Nach Süden erstreckt sich das Gemeindeareal auf die Höhe des Plateau des Mille Étangs. Die Landschaft ist gegliedert in Tälchen und Kuppen. Sie zeigt ein lockeres Gefüge von Weideland und Wald, Heidelandschaften und Mooren. In Muldenlagen befinden sich zahlreiche kleine Seen, die überwiegend natürlichen Ursprungs sind und während der Eiszeit durch Gletscherschliff entstanden. Die größten Seen sind Étang de Plate-Pierre, Étang Mama und Étang des Grands-Prés. Einige Weiher wurden von den Mönchen seit dem 11. Jahrhundert zur Fischzucht angelegt oder höher gestaut. In geologisch-tektonischer Hinsicht ist das Plateau teils aus sandig-mergeligen Schichten der Lias (Unterjura), teils aus kristallinem Grundgestein aufgebaut. In Tälern und auf den Hochflächen finden sich glaziale Ablagerungen aus dem Pleistozän.
Zu La Voivre gehören neben dem eigentlichen Ort mehrere Weilersiedlungen und Gehöfte:
- Breuche (360 m) am Nordrand der Talebene des Breuchin
- Annegray (372 m) in einer Talnische südlich des Breuchin
- Les Vigenas (380 m) in einer Talnische südlich des Breuchin

Nachbargemeinden von La Voivre sind Amont-et-Effreney im Norden, Faucogney-et-la-Mer im Osten, Écromagny und La Lanterne-et-les-Armonts im Süden sowie Les Fessey und Sainte-Marie-en-Chanois im Westen.

## Geschichte

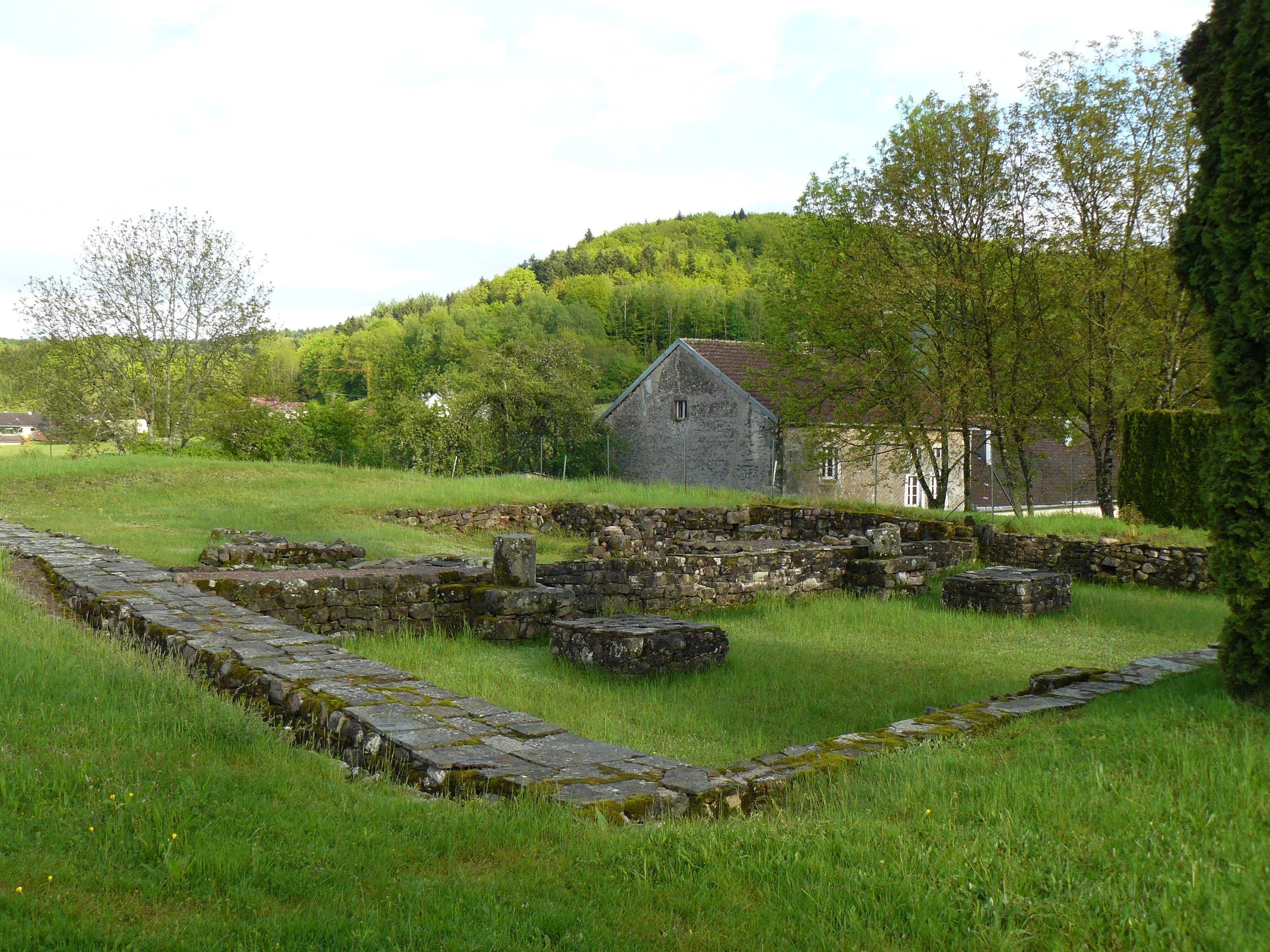
Ruinen des Klosters Annegray (587)

Bei Annegray hielt sich der irische Wandermönch Kolumban in der Zeit vor dem Jahr 600 auf und gründete um 587 ein kleines Kloster. Überreste eines Gräberfeldes aus der Merowingerzeit bei Annegray wurden ebenfalls gefunden. Der Ortsname Voivre geht auf das gallische Wort vabero (Bach) zurück. Im Mittelalter gehörte La Voivre zur Freigrafschaft Burgund und darin zum Gebiet des Bailliage d’Amont. Die lokale Herrschaft hatten die Herren von Faucogney inne. Ein Teil des Gemeindegebietes unterstand dem Kloster Luxeuil. Zusammen mit der Franche-Comté gelangte der Ort mit dem Frieden von Nimwegen 1678 endgültig an Frankreich. Heute ist La Voivre Mitglied des Gemeindeverbandes Communauté de communes des 1000 étangs.

### Bevölkerungsentwicklung
| Jahr                       | 1962 | 1968 | 1975 | 1982 | 1990 | 1999 | 2006 | 2020 |
| Einwohner                  | 256  | 232  | 164  | 146  | 130  | 126  | 127  | 115  |
| Quellen: Cassini und INSEE |      |      |      |      |      |      |      |      |

Mit 109 Einwohnern (1. Januar 2022) gehört La Voivre zu den kleinen Gemeinden des Départements Haute-Saône. Nachdem die Einwohnerzahl in der ersten Hälfte des 20. Jahrhunderts deutlich abgenommen hatte (1881 wurden noch 643 Personen gezählt), wurden seit Beginn der 1980er Jahre nur noch geringe Schwankungen verzeichnet.

## Sehenswürdigkeiten

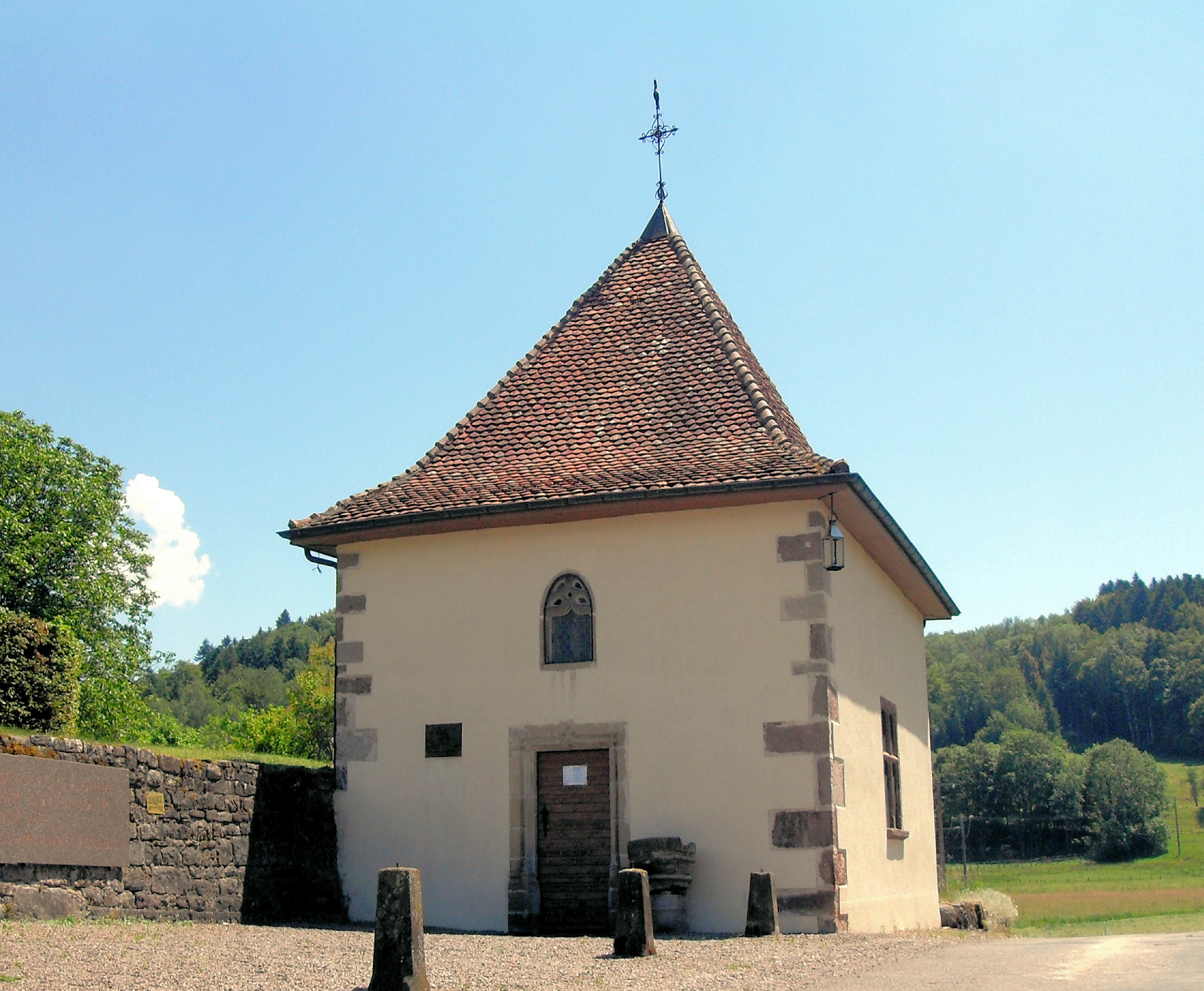
Kapelle St. Columban im Ortsteil Annegray

Von der ehemaligen Klosteranlage bei Annegray sind Grundmauern erhalten. Daneben stehen eine Kapelle mit Statuen aus dem 17./18. Jahrhundert sowie ein Kreuz aus dem 18. Jahrhundert.

## Wirtschaft und Infrastruktur
La Voivre ist noch heute ein vorwiegend durch die Landwirtschaft (Ackerbau, Obstbau und Viehzucht), die Forstwirtschaft und die Fischzucht geprägtes Dorf. Außerhalb des primären Sektors gibt es nur wenige Arbeitsplätze im Ort. Einige Erwerbstätige sind deshalb Wegpendler, die in den größeren Ortschaften der Umgebung ihrer Arbeit nachgehen.
Die Ortschaft liegt abseits der größeren Durchgangsachsen an einer Departementsstraße, die von Faucogney-et-la-Mer nach Mélisey führt. Weitere Straßenverbindungen bestehen mit Sainte-Marie-en-Chanois, La Proiselière-et-Langle und La Lanterne.